# Vladimir Tadej
Vladimir Tadej (* 9. Mai 1925 in Novska; † 1. März 2017) war ein kroatischer Szenenbildner, Kostümbildner, Drehbuchautor, Filmregisseur und Schriftsteller.

## Leben
Vladimir Tadej begann nach seiner Reifeprüfung 1945 in Zagreb mit dem Studium der Architektur an der Technischen Fakultät der Universität Zagreb.
1947 bewarb er sich als Assistent der Szenographie und war in dieser Funktion beim ersten Nachkriegsfilm kroatischer Produktion Zivjet ce ovaj narod beteiligt. Bereits im Alter von 24 Jahren wurde er Chefarchitekt und entwarf die Bauten zu zahlreichen jugoslawischen Filmen, darunter auch die Großproduktion Die Schlacht an der Neretva. International bekannt wurde Tadej besonders durch seine Bauten zu mehreren Winnetou-Filmen der 1960er Jahre.
Daneben arbeitete er auch mehrfach als Kostümbildner und als Filmregisseur. 1970 inszenierte er den Kinderfilm Pero und seine Kameraden (Druzba Pere Kvrzice) nach dem Roman von Mato Lovrak, 1975 die Filmproduktion Hitler iz naseg sokaka, welche das Schicksal der Volksdeutschen erzählt.
Tadej schrieb zudem den Kinderroman U krilu bake masline (Im Schoße von Großmutter Olive) und als Koautor mit Hrvoje Hitrec den Jugendroman Kanjo opasnih igara (Die Schlucht der gefährlichen Spiele). Außerdem beteiligte er sich am Aufbau des ersten Winnetoudorfes Kroatiens und schrieb als Koautor das Buch Auf den Spuren Winnetous in Kroatien.

## Auszeichnungen
- 1985 Kekec-Preis in der Kategorie Kinderfilm
- 1994 Grigor Vitez-Preis zusammen mit Hrvoje Hitrec für den Jugendroman Kanjo opasnih igara
- 2005 Vladimir Nazor-Preis für sein Lebenswerk

## Filmografie (Auswahl)
Szenenbild
- 1951: Ivo, der Mönch (Bakonja fra Brne)
- 1963: Winnetou 1. Teil
- 1964: Winnetou 2. Teil
- 1964: Unter Geiern
- 1965: Winnetou 3. Teil
- 1965: Old Surehand 1. Teil
- 1966: Winnetou und das Halbblut Apanatschi
- 1966: Winnetou und sein Freund Old Firehand
- 1968: Winnetou und Shatterhand im Tal der Toten
- 1968: Die Schlacht an der Neretva (Bitka na Neretvi, auch Kostüme)
- 1969: Auftrag für Tiger (Most)
- 1971: Am Berg wächst eine grüne Fichte (U gori raste zelen bor)
- 1973: Die fünfte Offensive – Kesselschlacht an der Sutjeska (Sutjeska)
- 1979: Kommandounternehmen Teufelsinsel (Pakleni otok, nur Regie)
- 1988: Das dreckige Dutzend Teil 4 (The Dirty Dozen: The Fatal Mission)